# 장간 (중화민국)
장간(张淦, 1897년 9월 17일 ~ 1959년 2월 21일)은 중화민국의 장군이다. 본래 구 계계군벌을 이끌던 루룽팅 밑에서 소령이었지만 1926년 리쭝런이 이끄는 신 계계군벌로 넘어간 후 중령, 대령을 지냈다. 1938년 무한 전투에 참전했고 1939년에는 후베이성 샹양 시, 짜오양 시에서 오카무라 야스지가 이끄는 일본 제국군의 공격을 방어했다. 1949년 12월 11일 광시좡족자치구 보바이 전역에서 패한 후 포로로 잡히고 10년 후 수용소에서 죽었다.